# Polygonum pteranthum
Polygonum pteranthum är en slideväxtart som beskrevs av Kitagawa. Polygonum pteranthum ingår i släktet trampörter, och familjen slideväxter. Inga underarter finns listade i Catalogue of Life.